# Starflam
Starflam is een Belgische hiphopgroep afkomstig van Luik.

## Geschiedenis
De groep begon begin jaren 90 onder de naam H-Posse met als leden DJ Mig One, Fred’alabas, SEG en Balo. Toen ze enkele jaren later gezelschap kregen van Akro en Mista R. (afkomstig van Brussel), veranderden ze de naam naar Malfrats Linguistiques (wat betekent: Taalkundige Oplichters). Mista R. verliet de groep om naar Frankrijk te gaan en werd vervangen door Kaer en L’Enfant Pavé, 2 rappers uit Luik. Opnieuw werd de groepsnaam veranderd, ditmaal naar Starflam (het omgekeerde/verlan van Malfrats). Starflam bestaat nu uit 5 rappers, een bassist en een dj.
Het eerste album “Starflam” werd uitgegeven in 1998. Het tweede album “Survivant” kwam er 3 jaar later, in maart 2001. Twee jaar later, in september 2003, zag het derde album van Starflam het daglicht, “Donne moi de l’amour” genaamd. De dvd “Faites du Bruit” toont de beste momenten van twee concerten (één ter gelegenheid van het tienjarig bestaan van de groep en één in de Ancienne Belgique in Brussel) en de live cd kwam er in juni 2005.

## Discografie

### Albums
- Starflam (Discipline Records / Rough Trade, 1998)
- Live & Direct (Warner Music Benelux, 2000)
- Survivant (EMI/Capitol, 2001)
- Donne moi de l'amour (EMI, 2003)
- Donne moi de l'amour edition Deluxe (2 CDs) (EMI, 2004

### 12"
- Corde Raide (Discipline Records, 1997)
- Bled Runner (Warner Music Benelux, 2000)

### Dvd
- Faites du bruit (EMI, 2005)